# Odontodes costifusca
Odontodes costifusca là một loài bướm đêm trong họ Noctuidae.